# Kristina M. Barkume
Kristina M. Barkume (...) è un'astronoma statunitense.
Si è laureata nel 2003 presso il Reed College a Portland, Oregon .
Il Minor Planet Center le accredita la scoperta dell'asteroide 120347 Salacia effettuata il 22 settembre 2004 in collaborazione con Michael E. Brown e Henry G. Roe.